# Оратија (Бузау)
Оратија (рум. Oratia) насеље је у Румунији у округу Бузау у општини Подгорија. Oпштина се налази на надморској висини од 234 m.

## Становништво
Према подацима из 2002. године у насељу је живело 714 становника, од којих су сви румунске националности.